# منطقه حفاظت‌شده قوریگل
منطقهٔ حفاظت‌شدهٔ قوریگل یک منطقهٔ حفاظت‌شده با مساحت ۵۵۸ هکتار است که در استان آذربایجان شرقی در ایران قرار دارد. این منطقهٔ حفاظت‌شده طبق مصوبهٔ شمارهٔ ۷۸۲ در تاریخ ۹۹/۱۱/۰۶ در فهرست مناطق تحت حفاظت سازمان محیط زیست ایران قرار گرفت.